# جهت (فضای برداری)

جهت دست چپ در سمت چپ و جهت دست راست در سمت راست نشان داده شده است.

جهت (انگلیسی: Orientation) در ریاضیات، جهت یک مفهوم هندسی است که در دو بعد؛ فرد به کمک آن می‌تواند یک حرکت چرخشی را حرکتی در جهت عقربه‌های ساعت، یا مخالف با آن، توصیف کند، و در فضای سه‌بعدی، به قسمت چپ چیز یا شخصی، دست چپ یا راست، چپ دست، یا راست دست اشاره کند. در جبر خطی، مفهوم جهت در بعد دلخواه محدود (اختیاری)، معنی می‌یابد. در این تنظیم، جهت یک پایهٔ مرتب، یک نوع نامتقارن است که باعث می‌شود تکرار بازتاب آن غیرممکن باشد؛ که با چرخش ساده تکرار شود، و بنابراین در سه بعد، این غیرممکن است که بتوان دست چپ یک چهرهٔ انسان را، تنها با به‌کار بردن چرخش آن به سمت راست آن بسازیم، اما این امکان وجود دارد که از بازتاب چهره در یک آینه برای این کار استفاده شود. در نتیجه، در فضای سه بعدی اقلیدسی، دو جهت می‌تواند ممکن باشد که راست‌دست و چپ‌دست (یا قاعده راست‌گرد) نامیده می‌شود.
جهت بر روی یک فضای برداری حقیقی، انتخابی دل‌خواهانه (اختیاری) است که برخی پایگاه‌های دستورالعمل‌های ذهنیِ «مثبت» و برخی «منفی» را نمایندگی می‌کنند. در فضای اقلیدسی سه بعدی، اصطلاح پایگاه‌های دست راستی به‌طور معمول به مثابه گرایش «مثبت» گرفته می‌شود، اما چون انتخاب اختیاری است، می‌تواند از دیدگاهی به آن‌ها عنوان جهت «منفی» داده شود. یک فضای برداری با جهت انتخاب شده فضای برداری جهت‌دار و یک بردار فضامحور است، در حالی که اگر یکی از این دو جهت‌گیری را نداشته‌باشد، یک فضای برداریبی‌جهت نامیده می‌شود.

## تعریف
می‌توان V را یک بعد فضای برداری واقعی محدود، و b1 و b2 را دو پایه ی دستورالعمل برای V در نظر گرفت. در جبر خطی این یک نتیجهٔ استاندارد است که یک نگاشت خطی منحصر به فرد «A: V → V» وجود دارد که از b1 تا b2 است. اگر A دترمینان مثبت باشد گفته می‌شود که پایه‌های b1 و b2 هم‌جهت (یا هم‌جهت نامتناقض) هستند؛ در غیر این صورت آن‌ها دارای جهت‌های مخالف هستند. وجود ویژگی هم‌جهتی، یک رابطه هم‌ارزی را در مجموعه‌ای از تمام پایه‌های دستورالعملی برای V تعریف می‌کند، در غیر این‌صورت، دقیقاً دو رابطه هم‌ارزی توسط این رابطه وجود دارد. وجود ویژگی هم‌جهتی، یک رابطه هم‌ارزی را در مجموعه‌ای از تمام پایه‌های دستورالعملی برای V تعریف می‌کند، در غیر این‌صورت، دقیقاً دو رابطه هم‌ارزی توسط این رابطه وجود دارد. در بعد برداری واقعی محدود V، یک جهت انتساب ۱+ به یک کلاس هم‌ارز و ۱- به آن دیگری است.